# Alfred Popp (Fußballspieler)
Alfred Popp (* 26. November 1920; † 2005) war ein deutscher Fußballspieler. Der Mittelfeldspieler hat im WM-System für den SSV Jahn Regensburg in der damals erstklassigen Fußball-Oberliga Süd von 1949 bis 1958 insgesamt 145 Ligaspiele (2 Tore) absolviert. Der nimmermüde Außenläufer und Mannschaftskapitän war jahrelang der große Antreiber in den Reihen der Rot-Weißen und hat über 15 Jahre als Aktiver in der ersten Mannschaft gespielt. Dem 1,64 m großen Dauerläufer auf der Außenläuferposition werden über 850 Spiele für den SSV zugeschrieben. Er stieg mit den Rot-Weißen aus der Oberpfalz zweimal (1949 und 1953) in die Oberliga Süd auf, aber auch zweimal in den Jahren 1950 und 1958 in die 2. Liga Süd ab.

## Karriere
Popp wurde beim Schulfußball als Talent entdeckt und trat alsbald dem SSV Jahn Regensburg bei. Nach dem Übergang aus der Jugend spielte Popp ab 1939 an der Seite von Nationaltorhüter Hans Jakob mit Jahn in der Gauliga Bayern. Nach Ende des Zweiten Weltkrieges gehörte er der Jahnelf an, welche 1948/49 Meister in der Landesliga Bayern vor der SpVgg Fürth wurde und sich auch in der anschließenden Aufstiegsrunde zur Oberliga Süd gegen die Konkurrenten Hessen Kassel, VfL Neckarau und SG Untertürkheim behaupten konnte. Ab der Saison 1950/51 bewährte er sich mit Jahn in der 2. Liga Süd und gewann dort 1952/53 unter Trainer Franz Binder die Meisterschaft und feierte die Rückkehr in die Oberliga Süd. Rückhalt der Defensive war die Läuferreihe mit Schamriß, Beyerlein und „Zieberl“ Popp vor Torhüter Niemann gewesen.
Am 17. November 1952 schlug Regensburg im Heimspiel vor 14.000 Zuschauern den späteren Vizemeister Hessen Kassel im Spitzenspiel mit 3:0 und führte danach mit 16:6 Punkten die Tabelle an. Der linke Außenläufer und Spielführer Alfred Popp wurde für das 500. Spiel in der 1. Mannschaft des Jahn geehrt. Er war seit 1947 fünf Jahren hintereinander pausenlos für die Jahnelf am Ball gewesen und hatte in keinem Verbandsspiel gefehlt. Kein anderer Spieler lief so lange auf einem so hohen Niveau für den SSV auf wie er. Der Außenläufer trug von 1939 bis 1958 und damit 19 Jahre das Trikot der Jahnelf. Er spielte von seinem 18. bis zu seinem 37. Lebensjahr für den SSV, sowohl in der erstklassigen Oberliga Süd als auch in der 2. Liga Süd. Zuvor war er bereits in der Jahnjugend aktiv gewesen. Der Zweite Weltkrieg verhinderte eine noch beeindruckendere Bilanz, eventuell sogar eine internationale Laufbahn.
Mit einem 0:0-Remis beim ASV Cham beendeten Popp und Kollegen am 10. Mai 1953 die Runde 1952/53. Meisterschaftskonkurrent Kassel verlor das letzte Heimspiel mit 1:2 gegen den TSV Straubing und somit wurde Regensburg mit zwei Punkten Vorsprung Meister.
Als Aufsteiger erreichte Regensburg 1953/54 mit 33:27 Punkten den 6. Rang und die Mannen um Beyerlein und Popp hatten ihre Defensivqualitäten auch in der Oberliga unter Beweis gestellt. Popp hatte wie die Mitspieler Beyerlein, Gehring und Schamriß alle 30 Ligaspiele absolviert. Mit lediglich 42 Treffern erspielte sich der Aufsteiger den 6. Rang. Die Abwehr mit Defensivchef Beyerlein sowie den Mitstreitern Oswald Effenhauser, Popp und Karl Schamriß war wesentlicher Bestandteil der überraschend guten Runde gewesen. Der Absteiger Viktoria Aschaffenburg als 16. mit lediglich 19 Pluspunkten erzielte immerhin 44 Treffer. Der Start war mit 0:6 Punkten in den drei Auftaktspielen gegen Waldhof Mannheim (0:5), BC Augsburg (1:2) und Kickers Stuttgart (1:3) schiefgegangen. Bei der 0:3-Heimniederlage am 17. Januar 1954 gegen den 1. FC Nürnberg waren 30.000 Zuschauer im Jahnstadion. Für viel Aufhebens sorgte in der Hinrunde am 4. Oktober 1953 das Spiel beim Karlsruher SC: 20 Minuten vor Schluss führten die Regensburger 3:1, als Jahn-Mittelstürmer Hubeny bei einem Eckball gegen das Tor der Gastgeber rannte, das krachend zusammenbrach. Da das Tor nicht wieder regelgerecht aufgestellt werden konnte, wurde das Spiel vom Schiedsrichter abgebrochen. In zweiter Instanz wurde das Spiel mit 3:1 für Jahn gewertet. Nach dem 4:1-Heimsieg am 29. November 1953 gegen Mitaufsteiger Hessen Kassel war im Kicker notiert: „Eine überragende Partie lieferte die Jahn-Läuferreihe mit Schamriß, Beyerlein und Popp.“
Das Niveau des Weltmeisterjahres konnten Popp und Kollegen in den nächsten Runden aber nicht mehr wiederholen, es ging in der Tabelle bergab und 1958 stieg der SSV Jahn unter Trainer Béla Sárosi in die 2. Liga Süd ab. Das Startspiel am 11. August 1957 verlor der SSV mit 2:3 gegen den VfR Mannheim und das, obwohl der Gastgeber mit einer 2:0-Führung in die Halbzeit gegangen war. Am 30. Spieltag hatte Popp nochmals mit Gehring und Beyerlein bei einem 1:0-Heimsieg die Läuferreihe von Regensburg gebildet. Die alten Recken hatten es dabei mit den Eintracht-Angreifern Richard Kreß, Dieter Lindner, István Sztani, Alfred Pfaff und Erich Meier zu tun gehabt. Senior Popp hatte 1957/58 nochmals 15 Zweitligaspiele für Jahn Regensburg bestritten, ehe er am Rundenende seine langjährige Spielerlaufbahn beendete und danach noch als Funktionär beim SSV tätig war.